# Zygoneura sajanica
Zygoneura sajanica är en tvåvingeart som beskrevs av Boris Mamaev 1976. Zygoneura sajanica ingår i släktet Zygoneura och familjen sorgmyggor. Inga underarter finns listade i Catalogue of Life.